# Golica (Częstkowo)
Golica – część wsi Częstkowo w Polsce, położona w województwie pomorskim, w powiecie wejherowskim, w gminie Szemud. Wchodzi w skład sołectwa Częstkowo.
W latach 1975–1998 Golica administracyjnie należała do województwa gdańskiego.